# Ribandar
Ribandar, também conhecido como Indira Nagar, é um bairro da cidade de Goa Velha, que está localizada no concelho de Tiswadi, em Goa. O bairro fica exatamente entre a cidade de Pangim e centro da cidade de Goa Velha. O nome vem de Rayachem Bandar, porto dos Reis, de onde seu nome em português.

## História
A região era dominada por um ramo da Dinastia Kadamba, quando passou ao comando do Sultanato de Déli. Em 1510, Afonso de Albuquerque conquistou a localidade para os portugueses, que ali se estabeleceram. Em 1633, durante o vice-reinado de Miguel de Noronha, 4.º Conde de Linhares, foi construída a até hoje única ligação por terra entre Ribandar e Pangim, a Ponte de Linhares. Ainda hoje existe a Santa Casa de Misericórdia (com o nome em português, fazendo parte da Goa Institute of Management) e a Igreja da Nossa Senhora da Ajuda, fundada em 1565.

## Geografia
O bairro é separado de Pangim pelo Rio de Ourém. Forma um pantanoso estuário, na junção com o Rio Mandovi. Fica a 3 metros acima do nível do mar.